# The Who Hits 50!
The Who Hits 50! je kompilační album, které sestává ze slavných písní, hitů a méně známých nahrávek anglické rockové kapely The Who. Album též obsahuje novou skladbu „Be Lucky“, která byla nahrána v roce 2014 a měla by se objevit na novém studiovém albu, které má vyjít v roce 2015.

## Seznam skladeb
Autorem všech skladeb je Pete Townshend, pokud není uvedeno jinak.
| Disk 1 | Disk 1                                              | Disk 1                                          | Disk 1 |
| Pořadí | Název                                               | Původní album                                   | Délka  |
| ------ | --------------------------------------------------- | ----------------------------------------------- | ------ |
| 1.     | Zoot Suit/I'm the Face (Peter Meaden)               | singl (1964)                                    | 1:59   |
| 2.     | I Can't Explain                                     | singl (1965)                                    | 2:05   |
| 3.     | Anyway, Anyhow, Anywhere (Townshend, Roger Daltrey) | singl (1965)                                    | 2:43   |
| 4.     | My Generation                                       | My Generation                                   | 3:18   |
| 5.     | Substitute                                          | singl (1966)                                    | 3:45   |
| 6.     | The Kids Are Alright                                |                                                 | 2:46   |
| 7.     | I'm a Boy                                           | singl (1966)                                    | 2:38   |
| 8.     | Happy Jack                                          | singl (1966) (UK) Happy Jack (US)               | 2:14   |
| 9.     | Boris the Spider (John Entwistle)                   | A Quick One                                     | 2:30   |
| 10.    | Pictures of Lily                                    | singl (1967)                                    | 2:44   |
| 11.    | The Last Time (Mick Jagger, Keith Richards)         | singl (1967)                                    | 2:59   |
| 12.    | I Can See for Miles                                 | The Who Sell Out                                | 4:08   |
| 13.    | Call Me Lightning                                   | B-strana k singlu „Dogs“ (UK) singl (1968) (US) | 2:19   |
| 14.    | Dogs                                                | singl (1968)                                    | 3:01   |
| 15.    | Magic Bus                                           | singl (1968) (UK) Magic Bus (US)                | 3:20   |
| 16.    | Pinball Wizard                                      | Tommy                                           | 3:00   |
| 17.    | I'm Free                                            | Tommy                                           | 2:41   |
| 18.    | The Seeker                                          | singl (1970)                                    | 3:10   |
| 19.    | Summertime Blues (Eddie Cochran, Jerry Capehart)    | Live at Leeds                                   | 3:22   |
| 20.    | See Me, Feel Me                                     | Tommy                                           | 3:30   |
| 21.    | Won't Get Fooled Again (singlová verze)             | Who's Next                                      | 3:38   |
| 22.    | Let's See Action                                    | singl (1971)                                    | 3:57   |
| 23.    | Bargain                                             | Who's Next                                      | 5:33   |
| 24.    | Behind Blue Eyes                                    | Who's Next                                      | 3:42   |

| Disk 2 | Disk 2                                                                              | Disk 2             | Disk 2 |
| Pořadí | Název                                                                               | Původní album      | Délka  |
| ------ | ----------------------------------------------------------------------------------- | ------------------ | ------ |
| 25.    | Baba O'Riley                                                                        | Who's Next         |        |
| 26.    | Join Together                                                                       | singl (1972)       |        |
| 27.    | Relay                                                                               | singl (1972)       |        |
| 28.    | 5:15                                                                                | Quadrophenia       |        |
| 29.    | Love, Reign o'er Me                                                                 | Quadrophenia       |        |
| 30.    | Postcard (Entwistle)                                                                | Odds & Sods        |        |
| 31.    | Squeeze Box                                                                         | The Who by Numbers |        |
| 32.    | Slip Kid                                                                            | The Who by Numbers |        |
| 33.    | Who Are You                                                                         | Who Are You        |        |
| 34.    | Trick of the Light (Entwistle)                                                      | Who Are You        |        |
| 35.    | You Better You Bet                                                                  | Face Dances        |        |
| 36.    | Don't Let Go the Coat                                                               | Face Dances        |        |
| 37.    | Athena                                                                              | It's Hard          |        |
| 38.    | Eminence Front                                                                      | It's Hard          |        |
| 39.    | It's Hard                                                                           | It's Hard          |        |
| 40.    | Real Good Looking Boy (Townshend, Hugo Peretti, Luigi Creatore, George David Weiss) | Then and Now       |        |
| 41.    | It's Not Enough (Townshend, Rachel Fuller)                                          | Endless Wire       |        |
| 42.    | Be Lucky                                                                            | nová skladba       |        |

## Obsazení
The Who
- Roger Daltrey – hlavní vokály, perkuse, harmonika
- John Entwistle – baskytara, doprovodné vokály, hlavní vokály (skladby 9 a 30), žestě, klávesy
- Kenney Jones – bicí, perkuse (skladby 35–39)
- Keith Moon – bicí, perkuse (skladby 2–34)
- Pete Townshend – šesti a dvanáctistrunná akustická a elektrická kytara, doprovodné vokály, hlavní vokály (skladby 25 a 38), klávesy, syntezátor, brumle, harmonika, akordeon, banjo

Další hudebníci
- John "Rabbit" Bundrick – klávesy (skladby 35, 36 a 40), doprovodné vokály